# Kampong Thom (Provinz)
Kampong Thom (Khmer កំពង់ធំ, Transkription: Kâmpóng Thum, IPA: [kɑmpoŋ tʰum]) ist eine Provinz von Kambodscha mit der Provinzhauptstadt Stueng Saen. Die Provinz liegt östlich des Tonle Sap Sees und etwa in der Mitte des Landes. 
Kampong Thom hat 681.549 Einwohner (Stand: Zensus 2019). 2017 betrug die Einwohnerzahl 691.800.

## Gliederung
Die Provinz Kampong Thom ist in diese acht Bezirke unterteilt:
| Geocode | Khmer        | Bezirksnamen   |
| ------- | ------------ | -------------- |
| 0601    | ស្រុកបារាយណ៍      | Baray          |
| 0602    | ស្រុកកំពង់ស្វាយ    | Kampong Svay   |
| 0603    | ក្រុងស្ទឹងសែន     | Stueng Saen    |
| 0604    | ស្រុកប្រាសាទបល្ល័ង្ក | Prasat Balang  |
| 0605    | ស្រុកប្រាសាទសំបូរ   | Prasat Sambour |
| 0606    | ស្រុកសណ្ដាន់      | Sandan         |
| 0607    | ស្រុកសន្ទុក      | Santuk         |
| 0608    | ស្រុកស្ទោង       | Stoung         |

## Geschichte
In der Provinz Kampong Thom liegen der Ruinenenkomplex Sambor Prei Kuk. Dieser geht auf die historische Stadt Isanapura zurück, die im 7. und 8. Jahrhundert Hauptstadt des Königreichs Chenla war.

## Wirtschaft
Kuwait hat 2008 insgesamt 486 Mio. US-Dollar zugesagt, um im Norden der Provinz Kampong Thom einen Staudamm am Fluss Stueng Saen sowie Bewässerungssysteme für neu zu erschließende Reisanbauflächen zu finanzieren. Das Entwicklungsprojekt hat zum Ziel, den geernteten Reis nach Kuwait zu exportieren.